# Emilio Ribera Gómez
Emilio Ribera Gómez fue un naturalista y profesor español.

## Biografía
Habría nacido en Madrid el 29 de junio de 1853. Autor de varias obras, entre las que se encontraron unos Elementos de historia natural y un Manuel sobre árboles frutales, escrito expresamente para América que data de comienzos del siglo XX, fue catedrático del Instituto de Valencia y conservador mayor del Museo de Ciencias Naturales de Madrid.Fue miembro del Ateneo Científico, Literario y Artístico de Valencia.